# Вилађо Бонкоре (Лече)
Вилађо Бонкоре (итал. Villaggio Boncore) је насеље у Италији у округу Лече, региону Апулија.
Према процени из 2011. у насељу је живело 80 становника. Насеље се налази на надморској висини од 23 м.